# Gavril Nichitean

Cu un grup de prieteni la un vernisaj la "Casa Armatei" Iași

Gavril Nichitean (n. 31 octombrie 1932, Marginea, județul Suceava - d. 29 noiembrie 2019, București) a fost un sculptor român, specializat în sculptura în lemn, inclus în enciclopedia „50 de ani de Artă Naivă în România”, autor Costel Iftinchi.
Fiind născut într-o familie cu mulți copii, greutățile materiale l-au determinat să urmeze o școală de ofițeri. Până în anul 1975 a fost ofițer activ în trupele de grăniceri. Neadaptat vieții cazone, din cauza firii sale de artist, la vârsta de 41 de ani trece în rezervă, la cerere, cu gradul de maior.
Începând din 1976, a urmat timp de 3 ani cursurile se sculptură ale Școlii Populare de Artă din Iași, la clasa profesoarei Lucreția Filioreanu Dumitrascu, unde s-a remarcat ca un deosebit de talentat sculptor. După pensionarea doamnei Filioreanu Dumitrascu, conducerea școlii a decis să-l angajeze pentru a suplini orele de specialitate, ca instructor. A fost instructor la clasa de sculptură la Școala Populară de Artă până în 1992 când, din cauza colegilor care erau mai mult interesați de bârfe decât de artă, s-a retras și și-a deschis un mic atelier.
Din anul 2008 s-a mutat de la Iași la București, participând la Saloanele organizate de Asociația Artiștilor Plastici din București precum și la Expoziția Ligii Navale – Cercul Militar București, august 2009.
Lucrările și activitatea lui Gavril Nichitean sale au fost subiectul unui film de scurt-metraj, “Povestea unui om”, realizat și difuzat de TVR.
Este înmormântat la Cimitirul Bellu din București.

## Lucrări monumentale
- Bustul lui Gheorghe Flondor din Rădăuți, inaugurat la 23 mai 2008, în apropiere de clădirea Primăriei din Rădăuți. Realizat din bronz.

- Busturile lui Burebista și Decebal expuse în Muzeul din Dumbravă, Sibiu[5]

## Premii
- 1976 – Premiul III, Salonul de Toamnă – Iași
- 1980 – Premiul II, Festivalul “V. Alecsandri” – Iași
- 1981 – Premiul I, Festivalul “V. Alecsandri” – Iași
- 1981, 1985, 1987 – Premiul I, Festivalul “Cântarea României” – Iași
- 1983, 1987 – Laureat și Premiul I, Festivalul “Cântarea României” – București
- 1990 – Premiul I, Salonul Anual – Iași
- 1998, 2000, 2002 – Premiul I, Salonul de Primăvară – Iași
- 1999, 2001 – Premiul I, Salonul de Toamnă – Iași
- 2001, 2003 – Premiul II, Salonul de Primăvară – Iași
- 2002 – Premiul II, Salonul de Toamnă – Iași
- 2004, 2005, 2006 – Premiul I, Salonul de Primăvară al AAP- Iași
- 2005 – Premiul III, Salonul Internațional de Artă Naivă – București
- 2005 – Diploma de Excelență acordată de Asociația Artiștilor Plastici
- 2009 – Premiul Special al Juriului, Salonul Internațional de Artă Naivă – București
- 2010 – Premiul Special pentru sculptură, Expoziția Națională de Artă Naivă – Pitești